# Pavlo Ishchenko
Pavlo Ishchenko, né le 30 avril 1992, est un boxeur ukrainien, devenu israélien.

## Carrière
Sa carrière amateur est principalement marquée par un titre de champion d'Europe à Minsk remporté en 2013 dans la catégorie des poids légers.

## Palmarès

### Championnats d'Europe
- Médaille de bronze en -60 kg en 2017 à Kharkiv, Ukraine
- Médaille d'or en -60 kg en 2013 à Minsk, Biélorussie

## Référence
1. ↑  (en) Résultats des épreuves de boxe anglaise aux championnats d'Europe 2013 (amateur-boxing.strefa.pl)